# Oliver Lukić
Pour les articles homonymes, voir Lukić.
Oliver Lukić, né le 22 septembre 2006 à Vienne en Autriche, est un footballeur croate qui évolue au poste de milieu central au FC Liefering, en prêt du RB Salzbourg.

## Biographie

### En club
Né à Vienne en Autriche, Oliver Lukić commence le football avec l'un des clubs de la capitale, le FK Austria Vienne. Lors de l'été 2022, alors qu'il est également suivi par le Dinamo Zagreb, il rejoint le RB Salzbourg afin d'y poursuivre sa formation. Il a alors quinze ans.
Il fait ses débuts en professionnel avec l'équipe partenaire du club, le FC Liefering, jouant son premier match le 19 mai 2023, contre le SV Lafnitz (en). Il entre en jeu lors de cette rencontre remportée par son équipe sur le score de trois buts à un.
Le 20 juillet 2023, Lukić signe son premier contrat professionnel avec le RB Salzbourg, le liant au club jusqu'en juin 2026.
Le 21 août 2024, il joue son premier match de Ligue des champions en entrant en jeu contre le Dynamo Kiev. Son équipe s'impose par deux buts à zéro ce jour-là. Il devient à cette occasion le onzième plus jeune joueur à faire ses débuts pour le club, à 17 ans, 10 mois et 30 jours.

### En sélection
Oliver Lukić commence à représenter l'Autriche en sélection, faisant ses débuts avec les moins de 16 ans, avec laquelle il joue cinq matchs entre 2021 et 2022, et marque deux buts.
En février 2024, Lukić fait le choix de représenter la Croatie en sélection.

## Vie privée
Bien que né en Autriche, Oliver Lukić possède des racines croates. Souvent comparé à Paul Pogba pour son style de jeu, il révèle que Luka Modrić est son modèle.